# Ещё нет
«Ещё нет» (яп. まあだだよ Ма:дадаё) — последний фильм режиссёра Акиры Куросавы, вышедший в 1993 году.

## Сюжет
Сюжет фильма основан на биографии японского профессора, академика и писателя Хяккэна Утиды (1889—1971). В начале фильма профессор немецкого языка принимает решение оставить преподавание, чтобы целиком сосредоточиться на занятии литературой, так как его книги начали приносить доход. Как он сам признаётся, ему нравится преподавать, но «за двумя зайцами погонишься — ни одного не поймаешь». Это происходит незадолго до начала Второй мировой войны. Основной темой фильма являются его отношения с бывшими учениками, которые продолжают о нём заботиться, считая его «чистым золотом — настоящим профессором». Профессор терпит череду неудач, из которых ему помогают выбраться только его бывшие студенты. Более того, они организуют ежегодный праздник «Ещё нет», посвящённый дню рождения профессора. Название праздника означает, что профессор всё ещё жив и не готов уйти в мир иной, и содержит аллюзию на игру в прятки.

## В ролях
- Тацуо Мацумура — профессор Хяккэн Утида
- Кёко Кагава — жена профессора
- Хисаси Игава — Такаяма
- Дзёдзи Токоро — Амаки
- Масаюки Юи — Кирияма
- Акира Тэрао — Савамура
- Такэси Кусака — доктор Кобаяси
- Асэй Кобаяси — преподобный Камэяма
- Ёситака Дзуси — сосед

## Награды и номинации
- В 1994 году фильм получил четыре премии Японской Киноакадемии — за лучшую женскую роль второго плана (Кёко Кагава), лучшую работу художника (Ёсиро Мураки), лучшую операторскую работу (Такао Сайто, Сёдзи Уэда), лучшее освещение (Такэдзи Сано). Также картина была номинирована на эту награду за лучшую мужскую роль (Тацуо Мацумура), лучшую мужскую роль второго плана (Дзёдзи Токоро) и лучшую музыку (Синъитиро Икэбэ).
- Фильм получил две премии «Голубая лента» (Япония) в 1994 году — за лучшую мужскую роль второго плана (Дзёдзи Токоро) и лучшую женскую роль второго плана (Кёко Кагава).